# Oliver James
Oliver James (nacido el 1 de junio de 1980) es un músico inglés, cantante, escritor de canciones y actor. Es conocido por sus papeles en las películas What a Girl Wants y Raise Your Voice.
Tras haberse graduado en la prestigiosa Escuela Guildford de actuación, trabajó en teatro y televisión antes de que se le presentase esta apasionante oportunidad.

## Carrera
La primera aparición de Oliver fue en un rol en el 2002 para la televisión, 'School's Out', apareció en el 2003, en un episodio de BBC.
Se unió a una boy band producida por Simon Fuller.
Dejó la banda cuando supo que estaría en el cast de la película What a Girl Wants, con Amanda Bynes. 
Para su papel aprendió la guitarra y cantó las canciones Long Time Coming y Greates Story Ever Told, que fueron hechas para el soundtrack para la película. 
Fue lanzada en abril del 2003. 
El siguiente rol de James fue en la película Raise Your Voice, con Hilary Duff,en la cual eran una pareja que se conocieron en la escuela de música de Los Ángeles y así como la hizo sonreír también la hizo llorar, que fue lanzada en octubre del 2004.

## Filmografía
| 2009      | Without a Paddle: Nature's Calling | Ben         |
| 2006–2007 | The Innocence Project              | Nick Benitz |
| 2004      | Raise Your Voice                   | Jay Corgan  |
| 2003      | What a Girl Wants                  | Ian Wallace |
| 2003      | The Afternoon Play                 | Dave        |
| 2002      | School's Out                       | Dean        |

## Biografía
Le gusta la música y las carreras automovilísticas.
A mediados de marzo de 2003 se trasladó a Los Ángeles. 
Oliver admite que no es un muy buen bailarín. 
Él fue el cantante en una banda durante la universidad. 
Oliver tiene muy ricos gustos musicales. 
Oliver asistió a la Escuela de Woking 1998-2000.
Toma nota en las niñas que son "auténticas" tienen "clase ojos" y "un buen sentido del humor."